# CentraleSupélec
Fundada em 2015, a CentraleSupélec é uma escola de engenharia, instituição de ensino superior público localizada na cidade do Gif-sur-Yvette, França, fusão da antiga École Centrale Paris e da Supélec.
A CentraleSupélec está entre as mais prestigiadas grandes écoles de 
Engenharia da França.
Campus da CentraleSupélec situa-se no pólo universitário da Universidade Paris-Saclay.
Desde outubro de 2023, a escola é parceira da IPSA para dupla titulação na área aeroespacial.

## Centrale Estudos: formação de engenheiro, mestres e doutores
A CentraleSupélec diploma engenheiros généralistes ao final de três anos de estudo.
Para ser adtimido em uma grande école o aluno deve ser aprovado em um vestibular 
após ter cursado dois anos de Classe Préparatoire. 

## Laboratórios e centros de investigação
- Energia ;
- Ambiente ;
- Saúde e biotecnologia ;
- Informação e do conhecimento ;  territórios ; construir sustentável ;
- Transporte e mobilidad ;
- Mudanças econômicas.